# Scrub Daddy

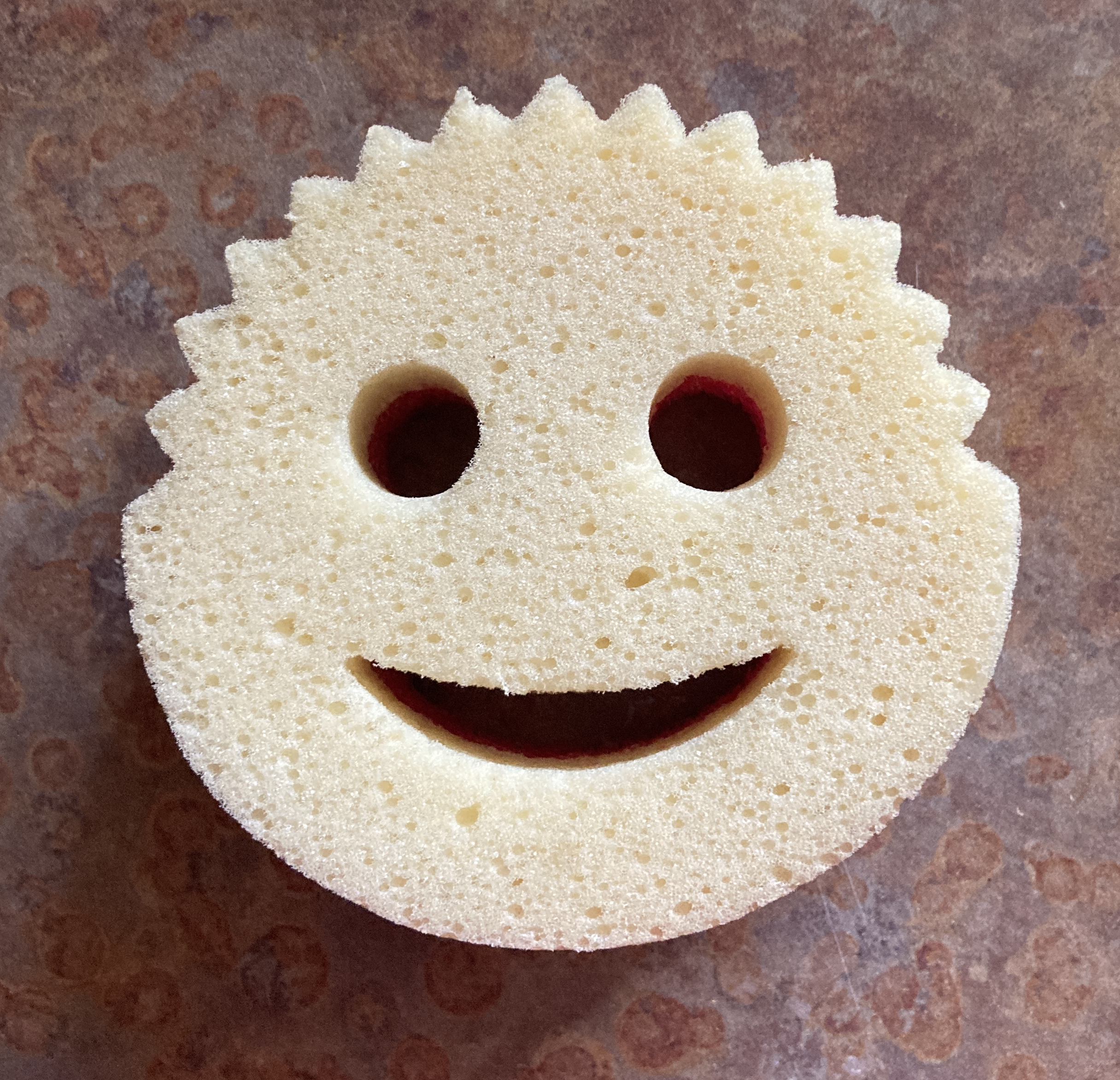
A Scrub Daddy

A Scrub Daddy é uma empresa de ferramentas de limpeza mais conhecida por uma esponja do mesmo nome que fabrica com a forma de um rosto sorridente. O produto é feito de um polímero que altera a textura – firme em água fria, macio em água morna. A partir de 2019, o Scrub Daddy teve a maior receita de qualquer produto lançado com sucesso no reality show da ABC, Shark Tank.

## História
Depois de danificar um veículo ao limpar o exterior, o detalhista Aaron Krause inventou sua própria linha de almofadas de polimento. A empresa foi adquirida pela 3M em agosto de 2008. A 3M não comprou uma linha de esponjas que Krause havia inventado, deixando-as em sua fábrica. Cinco anos depois, Krause usou as esponjas restantes para limpar seus pratos e móveis de jardim. De acordo com Krause, foi quando ele "percebeu sua ideia multimilionária".
De acordo com o site da empresa, a Scrub Daddy, Inc. foi fundada em 2012 com marketing de base. No episódio do Shark Tank que foi ao ar originalmente em outubro de 2012, Lori Greiner fez um acordo de participação de 20% com Krause por US$200.000. No dia seguinte, Greiner e Krause venderam 42.000 esponjas em menos de sete minutos no QVC. Greiner então ajudou o Scrub Daddy o ser vendida em lojas de varejo como Bed Bath & Beyond. Em janeiro de 2017, a receita total da Scrub Daddy ultrapassou US$100 milhões – a maior de qualquer produto do Shark Tank. Em outubro de 2019, as vendas vitalícias da empresa eram de US$209 milhões.

## Produtos
O Scrub Daddy é feito de um forte "polímero de alta tecnologia", que provavelmente é policaprolactona com base em registros de patentes anteriores. A textura muda na água: firme na água fria, macia na água morna. O Scrub Daddy original é uma esponja circular amarela com um rosto sorridente. Krause tem duas patentes em seu design.

### Outros produtos
A marca é composta por mais de 20 produtos, incluindo esfregões, esponjas de dupla face, organizadores de pia, dispensadores de sabão e borrachas domésticas.